# Цереус
Це́реус (лат. Céreus) — род растений из семейства Кактусовые.

## Описание
Отличается длинным цилиндрическим стеблем. Может достигать 20 метров в высоту, продолжительность жизни до 300 лет. Бывают низкие виды, растущие в виде кустарника или стелющиеся (цепляющиеся с помощью воздушных корней). Род объединяет около 50 видов и множество разновидностей. У крупных видов хорошо развит ствол и крона из безлиственных побегов. Стебли с крупными ребрами, корневая система мощная. На фоне зеленовато-голубоватого стебля красиво выделяются серые, коричневые или черные колючки. Ночью распускаются крупные (до 25 см в длину) зеленовато-белые, белые или розовые цветки. Плоды съедобны, желтого или красного цвета, ягодообразные, голые, более 10 см длиной. В культуре закрытых помещений цереусы являются одними из самых неприхотливых кактусов. Нетребовательны к свету и земле смеси. В естественных условиях размножается семенами и иногда черенками - некрупными частями стебля, которые могут прорастать, попадая на землю. Родина - Вест-Индия, Центральная и Южная Америка, где они широко распространены. Как крупномерные кактусы находят самое широкое применение в озеленении различных помещений, зимних садов, витрин, создании декоративных кактусных горок. Отличаются быстрым ростом и зарекомендовали себя как один из наиболее выносливых подвоев.
Является типовым родом трибы, см. Таксономия семейства Кактусовых.

## Роды-синонимы
Следующие роды были объединены с родом Цереус:
- Mirabella F.Ritter
- Piptanthocereus (A.Berger) Riccob.
- Subpilocereus Backeb.

## Виды
По информации базы данных The Plant List, род включает 48 видов (ещё более 450 названий видов имеют неопределённый статус):
- Cereus aethiops Haw.
- Cereus albicaulis (Britton & Rose) Luetzelb.
- Cereus amazonicus K.Schum.
- Cereus apoloensis (Cárdenas) P.J.Braun & Esteves
- Cereus ballivianii (Cárdenas) P.J.Braun & Esteves
- Cereus braunii Cárdenas
- Cereus caesius Salm-Dyck ex Pfeiff.
- Cereus childsii Blanc
- Cereus cochabambensis Cárdenas
- Cereus colosseus F.Ritter
- Cereus comarapanus Cárdenas
- Cereus diffusus (Britton & Rose) Werderm.
- Cereus estevesii P.J.Braun
- Cereus fernambucensis Lem.
- Cereus forbesii C.F.Först.
- Cereus fricii Backeb.
- Cereus glaucus Salm-Dyck
- Cereus grandicostatus Werderm.
- Cereus haageanus (Backeb.) N.P.Taylor
- Cereus hankeanus F.A.C.Weber ex K.Schum.
- Cereus hertrichianus Werderm.
- Cereus hexagonus (L.) Mill.
- Cereus hildmannianus K.Schum.
- Cereus horrispinus Backeb.
- Cereus houlletii (Lem.) A.Berger
- Cereus huilunchu Cárdenas
- Cereus insularis Hemsl.
- Cereus jamacaru DC.
- Cereus kroeneinii (R.Kiesling) P.J.Braun & Esteves
- Cereus lamprospermus K.Schum.
- Cereus lanosus (F.Ritter) P.J.Braun
- Cereus lauterbachii K.Schum. ex Chodat & Hassl.
- Cereus macrostibas K.Schum.
- Cereus mirabella N.P.Taylor
- Cereus mortensenii (Croizat) D.R.Hunt & N.P.Taylor
- Cereus neotetragonus Backeb.
- Cereus pachyrrhizus K.Schum.
- Cereus phatnospermus K.Schum.
- Cereus pierrebraunianus Esteves
- Cereus repandus (L.) Mill.
- Cereus saddianus (Rizzini & A.Mattos) P.J.Braun
- Cereus spegazzinii F.A.C.Weber
- Cereus stenogonus K.Schum.
- Cereus tacuaralensis Cárdenas
- Cereus trigonodendron K.Schum. ex Vaupel
- Cereus uruguayanus R.Kiesling
- Cereus vargasianus Cárdenas
- Cereus yungasensis A.Fuentes & Quispe